# Hôtel de Craon
L'hôtel de Beauvau-Craon ou hôtel de Craon est un hôtel particulier élevé au XVIIIe siècle à Nancy, sur la place de la Carrière, par Germain Boffrand (premier architecte du duc Léopold Ier de Lorraine) pour Marc de Beauvau-Craon (époux de la favorite du duc).

## Histoire
Il servit de modèle à Emmanuel Héré pour édifier en vis-à-vis la Bourse des Marchands entre 1752 et 1753. Héré modifia également l'hôtel particulier en lui ôtant sa balustrade sculptée lors de l'uniformisation de la place de la Carrière.

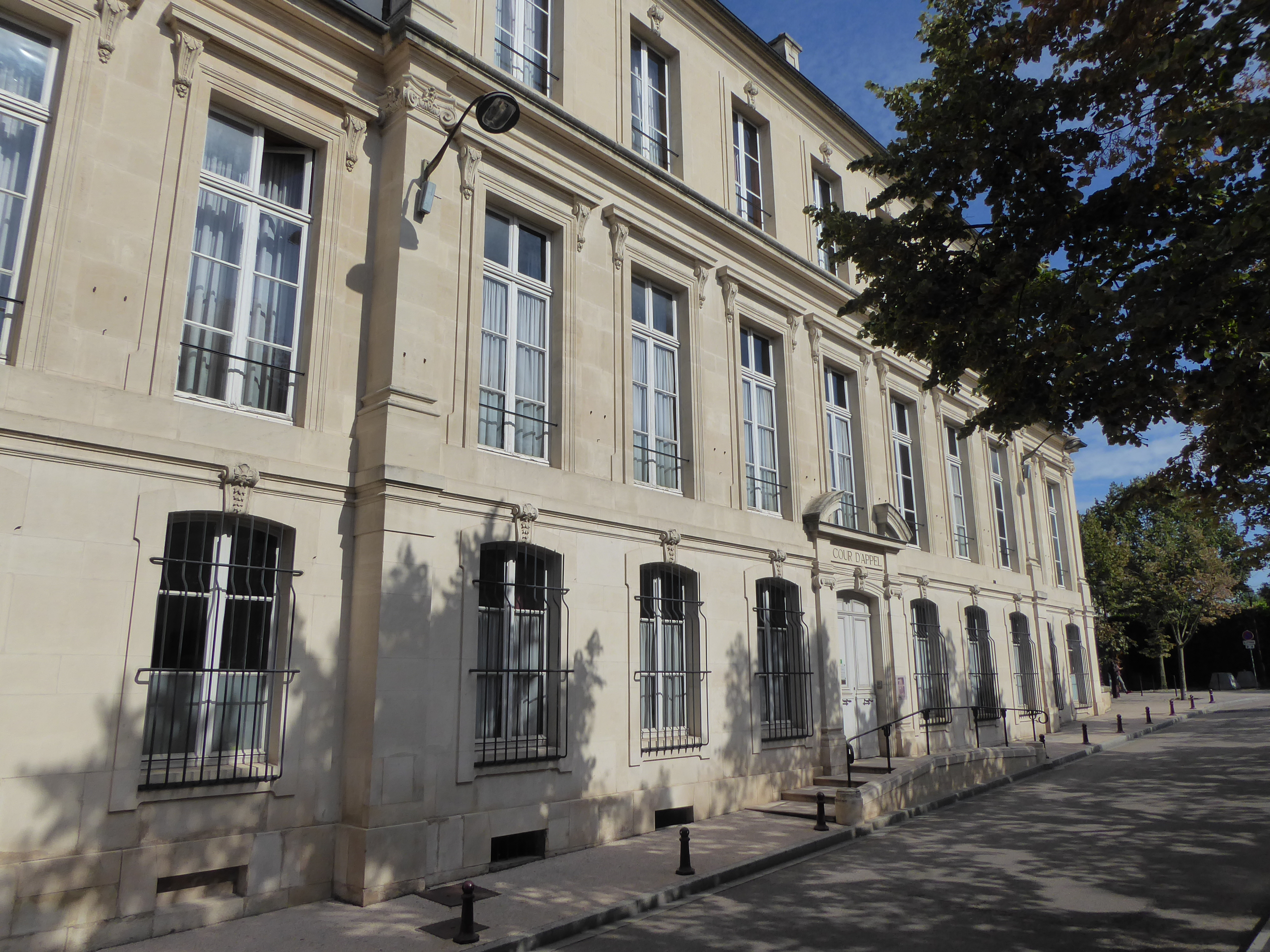
L'entrée de la Cour d'appel de Nancy.

C'est actuellement le siège de la Cour d'appel de Nancy.
Comme tous les bâtiments situés sur la place de la Carrière, l'hôtel de Craon est classé au patrimoine mondial de l'Unesco.
Il a été classé monument historique par arrêté du 7 février 1924.

## En images de l'intérieur

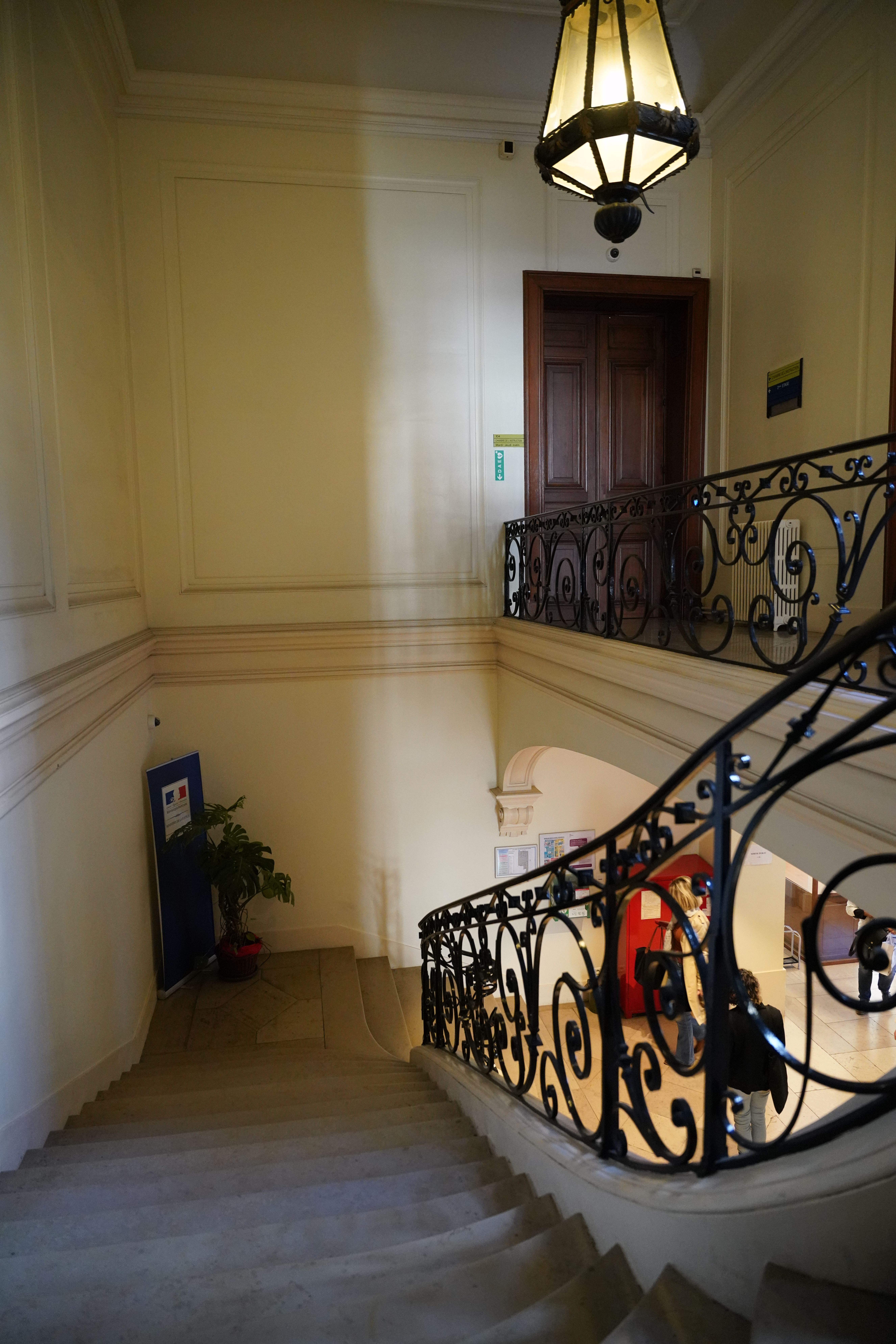
Son escalier.
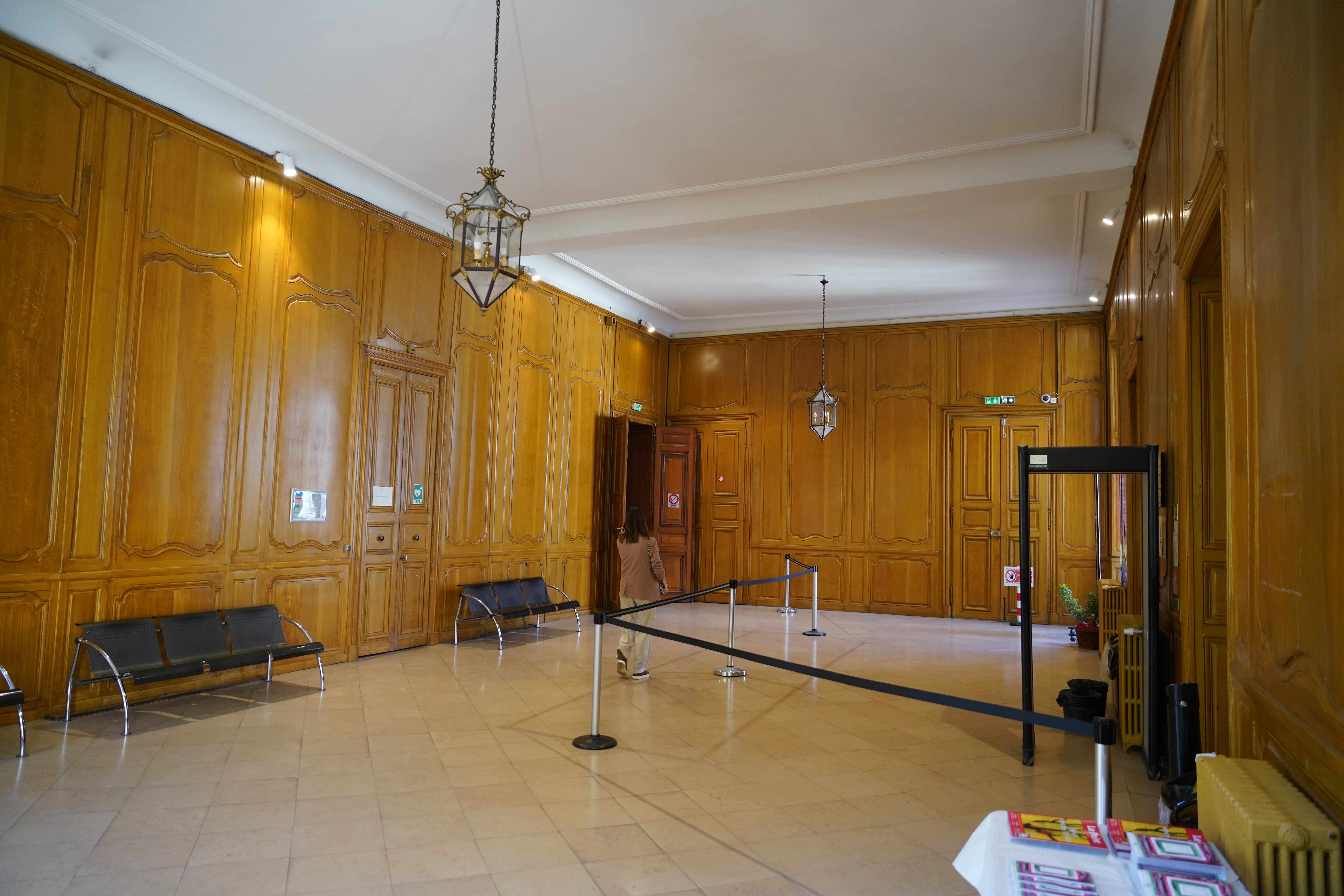
Petit salon.
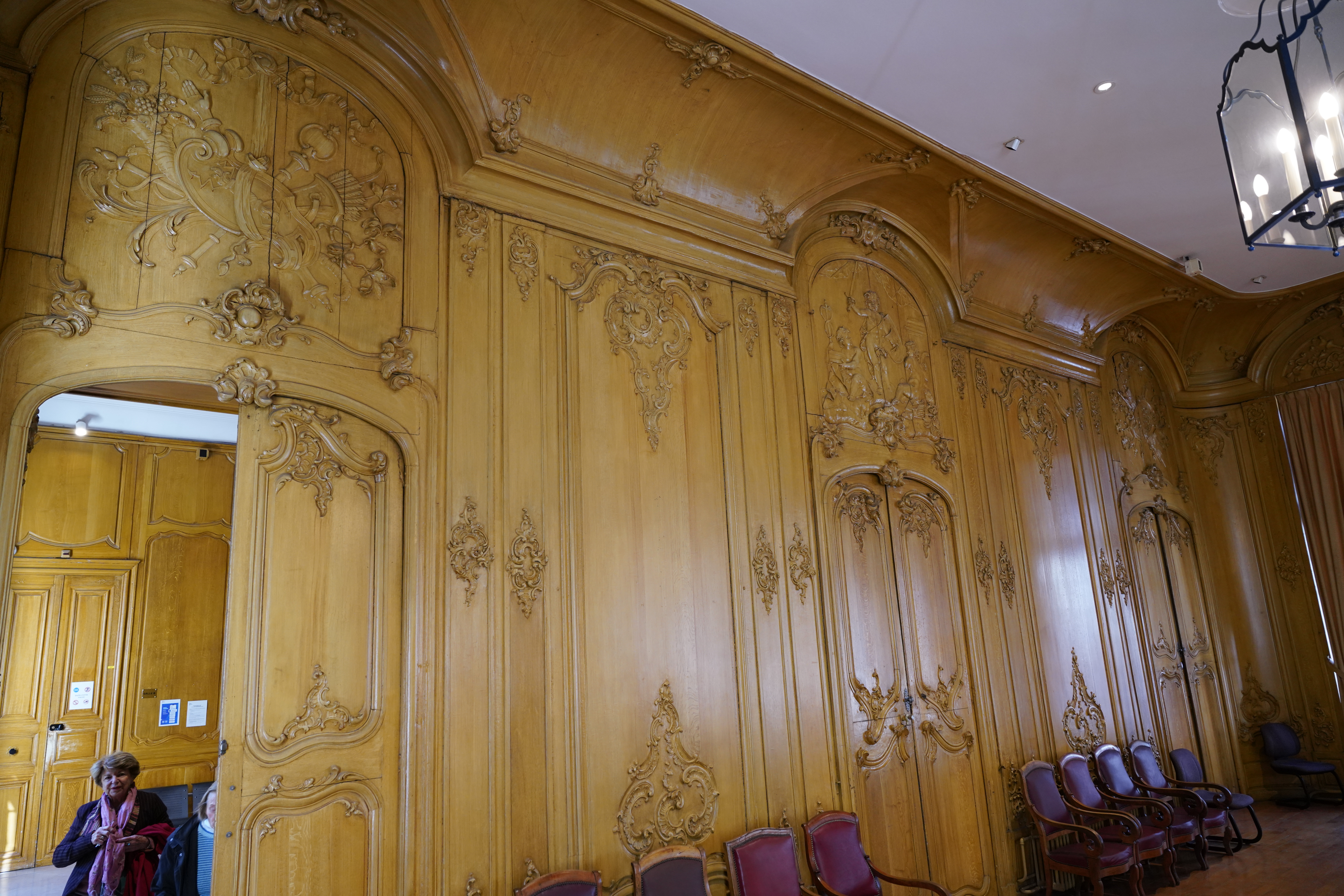
Grande salle
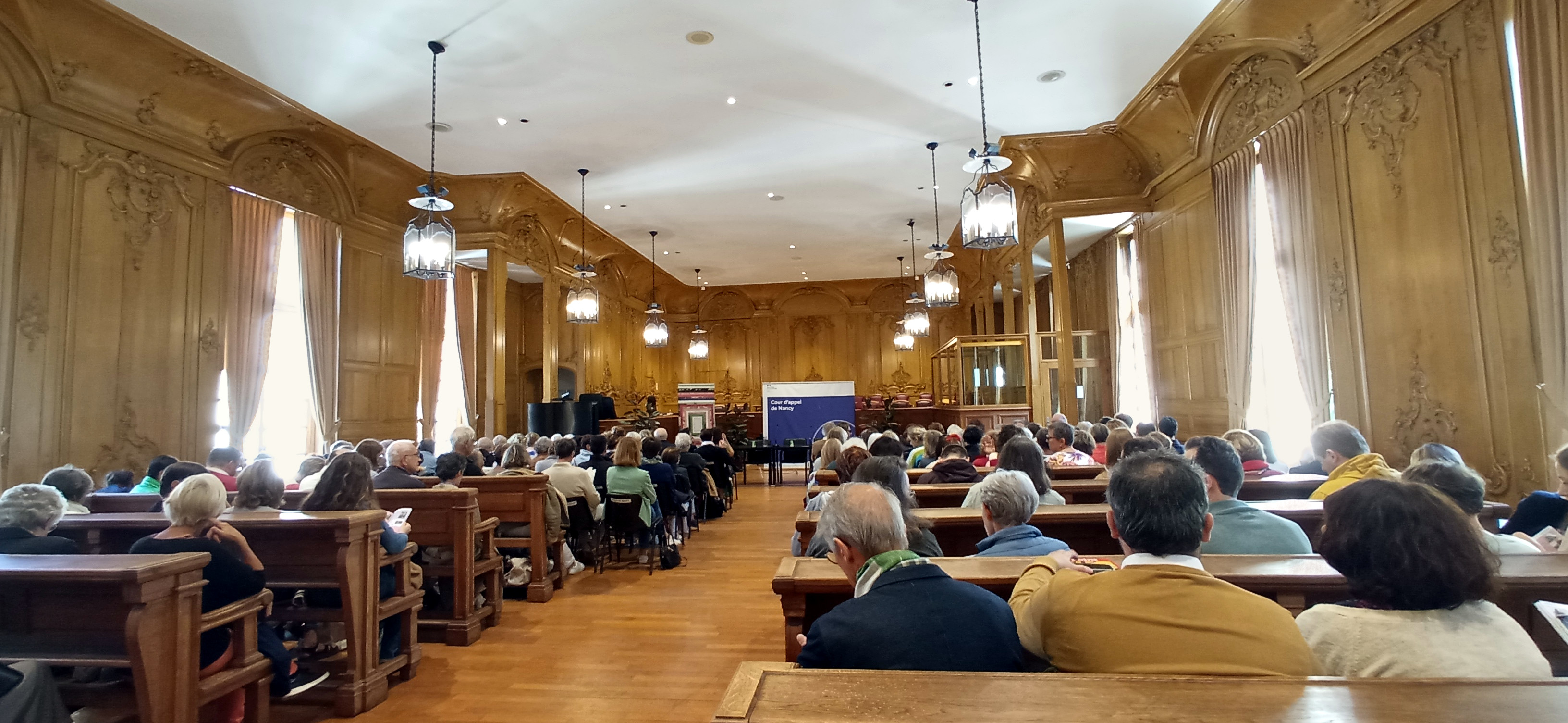
où siège la cour.